# Luís Marques Mendes
Luís Manuel Gonçalves Marques Mendes, né le 5 septembre 1957 à Guimarães, est un avocat et homme politique portugais, membre du Parti social-démocrate (PPD/PSD), dont il est président de 2005 à 2007.

## Biographie

### Formation et carrière
Titulaire d'une licence en droit de l'université de Coimbra, il est le secrétaire du gouverneur civil du district de Braga, puis son adjoint. Il devient ensuite avocat au barreau de Fafe.
Il rejoint par la suite le monde de l'entreprise, en premier lieu en tant que conseiller juridique de la société d'électronique Efafec, et dans un second temps comme président du conseil d'administration d’Ensino, propriétaire de l'université Atlantique à Oeiras. Il est ensuite nommé administrateur exécutif de Nutroton Energias.

### Débuts en politique
Il adhère au Parti social-démocrate (PPD/PSD) dès sa fondation, en 1974, et entre six ans plus tard au conseil municipal de Fafe, dans le district de Braga.

### Ascension
En 1985, il est nommé secrétaire d'État adjoint du ministre adjoint, chargé des Affaires parlementaires. Il est élu quelques mois plus tard à l'assemblée municipale d'Oeiras, puis député du district de Braga en 1987. Il n'a pas le temps d'exercer son mandat, puisqu'il est désigné secrétaire d'État, chargé de la présidence du Conseil des ministres. Il devient l'année suivante président de l'assemblée d'Oeiras, un mandat qu'il exerce jusqu'en 2005.

### Carrière de premier plan
Élu représentant du district de Viana do Castelo en 1991, il est confirmé à son poste gouvernemental, puis promu ministre adjoint du Premier ministre, Anibal Cavaco Silva, le 19 mars 1992. Il remplit cette fonction jusqu'aux élections de 1995, lorsque le PPD/PSD perd le pouvoir. Après avoir été réélu député, de nouveau à Braga, il est nommé président du groupe parlementaire social-démocrate, en 1996.
Aux élections municipales de 1997, il retrouve le conseil municipal de Fafe, en tant que vice-président, mais en démissionne en 1999. Cette année-là, il est élu parlementaire dans le district d'Aveiro, et reconduit pour un an à la présidence des députés du PPD/PSD, qui sont toujours dans l'opposition.
Après les élections législatives anticipées du 17 mars 2002, au cours desquelles il conserve son siège, Luís Marques Mendes est nommé ministre des Affaires parlementaires dans le gouvernement de coalition de centre-droit dirigé par José Manuel Durão Barroso. Ce dernier démissionne le 17 juillet 2004, pour devenir président de la Commission européenne. Son successeur, Pedro Santana Lopes, ne le reconduit pas dans son cabinet.

### Président du PPD/PSD
Des élections législatives anticipées sont finalement convoquées le 20 février 2005. Réélu à l'Assemblée de la République alors que le Parti social-démocrate perd le pouvoir, il décide de briguer la présidence du parti, à la suite de la démission de Santana Lopes. Il s'impose lors du congrès de Pombal le 10 avril suivant contre Luís Filipe Menezes, maire de Vila Nova de Gaia, par 56,6 % des voix des délégués. Il devient de facto le chef de l'opposition. Il est réélu, un an plus tard, au suffrage universel direct avec 91 % des voix des militants.
Il est finalement battu par Menezes lors de l'élection du 28 septembre 2007, en recueillant 41,68 % des suffrages exprimés, contre 55,23 % à son adversaire. Il abandonne peu après son mandat parlementaire, et se retire de la vie politique.

### Famille et vie privée
Marié avec Rosa Sofia Pinto Martins Salazar depuis 1982, il est père de deux enfants, João Pedro, né 1986, et Ana Sofia, venue au monde en 1988.